# بورترية راهب كارثوسي (لوحة)
بورتَريه رَاهِب كارثوسِي، لَوحة زَيتية عَلى لَوح مِن خَشب البَلوط بريشة الرَسام الهُولندي المُبكر، «بيتروس كريستوس» عام 1446. يُنظر إليها على أنَه تُحفة فَنية للرَسم الهٌولَندي المٌبكر، وبِسَبب الذُبابة المَرسومة في الجُزء السُفلي مِنَ أطار اللَوحة، يُعد العَمل مِثالًا بارزًا مُبكرًا على تِقنية ترمبلوي (الخِداع البَصر). العَمل جُزء من مَجموعة جول باش المَوجودة فِي مُتحف مِتروبوليتان للفُنون في مَدينة نِيويورك.

## ملخص

### الراهب
البورتَريه شَخصية تُصور ثَلاثة أرباع راهِب كارثوسي مَجهول تم رَسمُه في مُنَتصف أنعِطافه، وهوَ يُحَدِق مٌباشرة في المُشاهِد. نظرًا لأن جَسد الراهِب مائِل إلى يَساره، فَعليه أن يَنظُرَ مِن فَوق كتِفه الأيمن إلى المُشاهد، مِما يَخلٌق وَضعًا قُطريًا مُرهقًا إلى حدًا ما. يوازن بيتروس كريستوس هذا عن طَريق تَحويل مُحور وَجه الراهِب إلى اليَمين، وَوضعه بَعيدًا عن المَركز. مِن خِلال نَمذجة كتف الراهِب الأيمن أكثر من كتِفه الأيسر، يوَجه كريستوس جانبًا واحدًا من الجَسد أقرب إلى المٌشاهد، مِما يٌضيف مَزيدًا من العٌمق إلى العَمل. كما تم المٌبالغة في نسب وجه الراهِب. تم استطالة الأنف والعَينين بِشكل مَقصود. التأثير الكلي هو صورة ظلية مٌبالغ فِيها، تقنية تركيبية لا تَتَواجَد غالِبًا في الرَسم الهولندي المُبكر.

### الفضاء والإضاءة
مُخَطط الإضاءة الذي استَخَدمهُ بيتروس كريستوس جَدير بالمُلاحظة أيضًا. يَستَحم الراهِب في ضَوء شَديد، مِما يَجعل شَخصيته تَتَعارض بِشكل كبير مع المَساحة التي يشغُلها. في حين أن هذا الضوء القوي والرائع هو نَموذجي لفنانين مُعاصرين مِثل جان فان إيك، فإن إضافة كريستوس لمَصدر إضاءة ثانٍ مُتعارض خَلف الراهِب يُشير إلى أنَ هذه الصورة مُميزة. يَبدو أن الضَوء المَوجود على اليسار هو انعِكاس مِن داخِل الغُرفة، ومع ذلِك يَبدو أن الضَوء الذي يغمٌر الراهِب قادِم من مَصدر خارجي، رُبما مِن نافِذة غَير مرئية. والنَتيجة هي أن الضَوء يأتي مِنَ داخِل وخارِج الفَضاء التَصويري، مع كون الراهِب (خاصة على طول غطاء راس عباءته) هو نُقطة التقاء الاثنين. لذلِكَ تم تأطير الراهِب بِهيكل إضاءة من مَصدرين، مِما يَسمح لكريستوس بِتوظيف طَيف أكثر اكتِمالاً وثراءً من الألوان والتَظليل مُقارنةً بِهيكل الإضاءة أحادي المَصدر. مُخطط الإضاءة المُعقد هذا هو السَبب وَراء ظُهور أللوحة بِشكل واقِعي كامِل ثُلاثي الأبعاد.

### الذبابة والترمبلوي

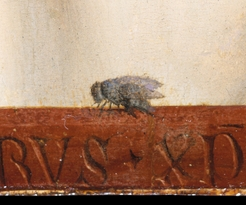
تَفاصيل النَقش والذُبابة.

يُصَور العَمل ذُبابه تَقف وسط إطار أللوحة السُفلي، يُعتقد أن إضافة ذُبابه بتِقنية ترمبلوي إلى الأعمال الفَنية قد بَدأت في القُرن الخامِس عَشر، عندما أصبح كريستوس نشطًا. يَنقسم مؤرخو الفن عمومًا بين تفسيرين مٌختلفين لاستخدامَهم. يَعتقد العَديد من مؤرخي الفَن أن الذٌبابة تَحمل رَمزية دينية، وتَعمل كدلالات للخَطيئة، الفساد، والفناء، وما إلى ذلك. ويعتقد مؤرخو الفن أنه تم استخدام الذبابة لاستحضار مثل هذه الصور فيما يتعلق بلقب الشيطان بعل زبول (سَيد الذُباب). في الآونة الأخيرة، بدأ مؤرخو الفن في النَظر إلى إدراج الذُباب بتِقنية ترمبلوي كبطاقة اتصال احتِرافية، حَيث وصفها مؤرخ الفن فيليكس ثولمان بأنها "تَمثيل للوعي الذاتي للبراعة الفَنية الفائِقة. يُعتقد أن هذا هو سبب ظهور الذبابة عمومًا بجوار توقيع الفَنان (موضع الذبابة بِجوار "Petrus ΧΡΙ Me Fecit" يشير إلى أن الذبابة قد تكون إشارة إلى "أنا (الفَنان)" بدلاً من اللوحة).

## الهالة وترميم عام 1994

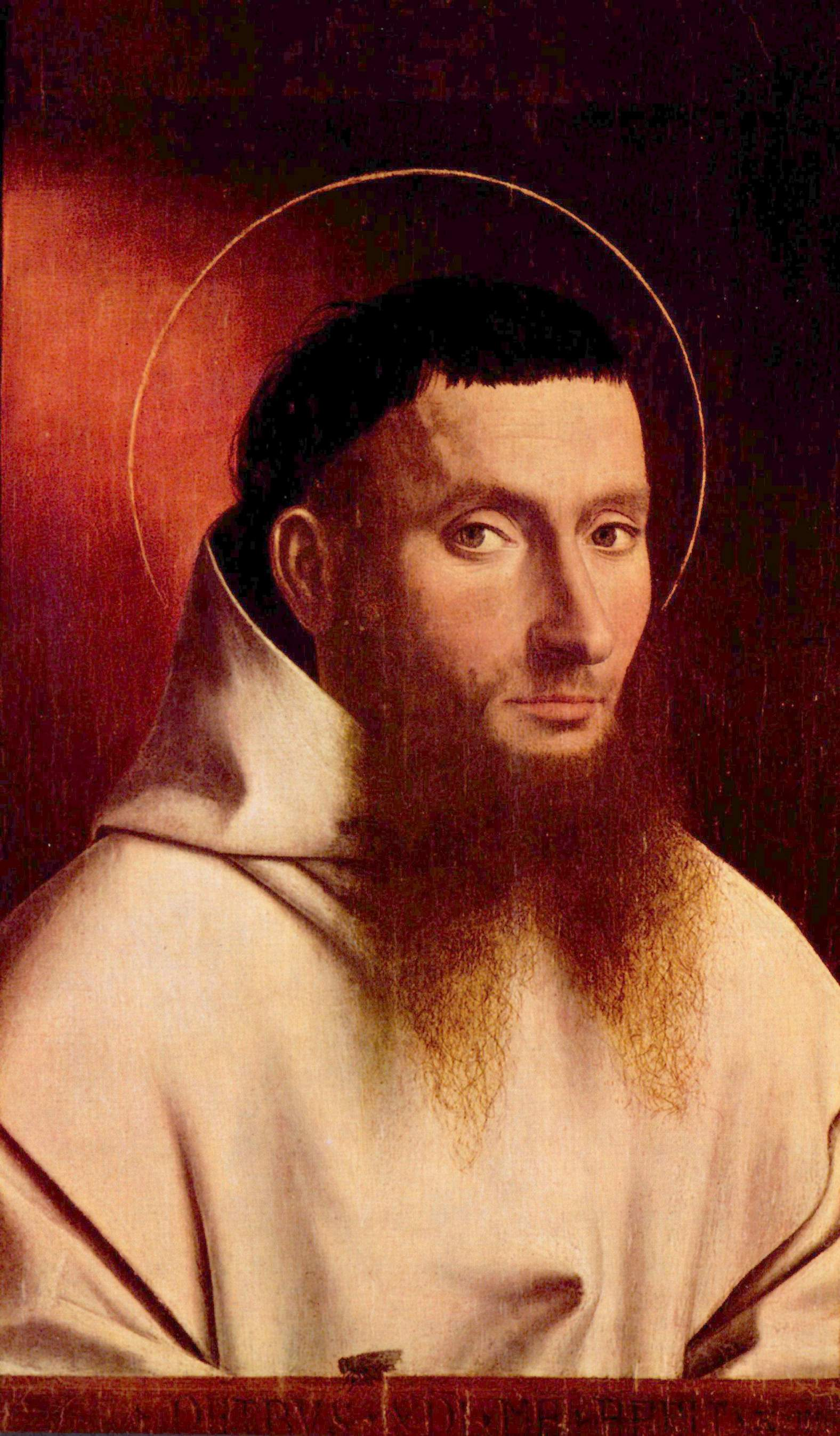
صورة للوحة قبلَ إزالة الهالة.

أحتَوت «بورتَريه رَاهِب كارثوسِي» عَلى هالة فَوق رأس الراهِب عِندما حَصل عَليها مٌتحف المِتروبوليتان للفٌنون عام 1944. ومع ذلك، فإن الهالات نادِرة للغاية في الرسم الهولندي المبكر، لذلكَ كانَت الهالة المَوجودة في اللوحة مَحل تكهُنات لفَترة طويلة. أخيرًا في عام 1994، استعدادًا لمَعرض عَصر النَهضة، تم فَحص صِحة الهالة علنًا مِن قِبل لجنة مِنَ المُتَخصصين الهولنديين الأوائل وتقررَ بأنها إضافة. اتفق الفَريق بِشكل عَام على أن الهالة رُبما أضيفت في إسبانيا حَولي القرن السابِع عَشر، لتقليد صَيحة إيطالية، حَيث أصبحت جُزءًا من مَجموعة الدون رامون دي أوم، نائب مَلك مايوركا، الذي باع العَمل إلى رجل الأعمال الأمريكي جول باش في عام 1911. أوصى الفَريق بإزالة الهالة لجَعل اللوحة أكثر أصالة من الناحية الجَمالية. كان كريستوس من أوائل الرَسامين الهُولنديين الذين لعبوا حقًا بوهم الفَضاء والضَوء. ومع ذلك، فإن إضافة الهالة أجبرت المُشاهد على النَظر إلى المُقدمة، وبالتالي وَضع إطارًا للمَساحة بطريقة لم يقصِدها كريستوس أبدًا. مُنذ إزالة الهالة، واصلَ مُتحف المتروبوليتان في حَذف هالات أخرى مَشكوك فيها من أعمال كريستوس، وعلى الأخص في «بورترية صائغ الذهب».

## المَراجع
1. 1 2 3  Upton، Joel (1990). Petrus Christus: His Place in Fifteenth-Century Flemish Painting. University Park: The Pennsylvania State University Press. ISBN:0-271-00672-2.
2. 1 2 3  "Review: Petrus Christus. New York, Metropolitan Museum of Art". The Burlington Magazine. ج. 136 ع. 1098: 639–641. 1994.
3. 1 2  "Steven Connor". www.stevenconnor.com. مؤرشف من الأصل في 2022-03-16.
4. ↑  "Deception and Illusion: Five Centuries of Trompe L'Oeil Painting" (Press release). National Gallery of Art. 2002. مؤرشف من الأصل في 2004-09-28.
5. ↑  Ainsworth، Maryan W. "Intentional Alterations of Early Netherlandish Painting – Essay – Heilbrunn Timeline of Art History – The Metropolitan Museum of Art". The Met’s Heilbrunn Timeline of Art History. مؤرشف من الأصل في 2022-02-03.